# 樋口欣三
樋口 欣三（ひぐち きんぞう、1931年 - ）は、日本の英文学者、大阪市立大学名誉教授。
大阪市生まれ。大阪市立大学人文学部英文科卒、同大学院文学研究科博士課程単位取得退学。大阪市立大学助教授、教授、名誉教授、関西大学教授、2000年退職。18-19世紀の英国文学を研究した。

## 著書
- 『ジェーン・オースティンの文学 喜劇的ヴィジョンの展開』英宝社 1984年
- 『十八世紀イギリス小説の視点 幸福・富・家族』関西大学出版部 2001年
- 『ウォルター・スコットの歴史小説 スコットランドの歴史・伝承・物語』英宝社 2006年

### 共編著
- 『イギリス小説 研究と鑑賞』共著　創元社 1976
- 『視座と構築 英米文学卒業論文のテーマ』杉本龍太郎,内田能嗣共編集　篠崎書林 1984

### 翻訳
- バジル・ウィリー『イギリス精神の源流 モラリストの系譜』佐藤全弘共訳 創元社 1980年
- A.L.ルケーン『カーライル』教文館 1995年

## 論文
- Cinii